# 파라과이의 국가
파라과이인들이여, 공화국이 아니면 죽음을(스페인어: Paraguayos, República o Muerte)은 파라과이의 국가이다. 프란시스코 아쿠냐 데 피게로아가 작사, 프란시스코 호세 데발리가 작곡했다. 이들은 현 우루과이의 국가인 동방인들에게 자유냐, 죽음이냐를 제작하기도 했다.1846년 5월 20일에 국가로 제정되었다.
스페인어 가사와 과라니어 가사가 있으나, 과라니어 가사는 1절뿐이다.

## 스페인어가사
1절
A los pueblos de América, infausto
tres centurias un cetro oprimió,
mas un día soberbia surgiendo,
"¡Basta!" —dijo, y el cetro rompió.
Nuestros padres, lidiando grandiosos,
ilustraron su gloria marcial;
y trozada la augusta diadema,
enalzaron el gorro triunfal.
후렴
Paraguayos, ¡República o Muerte!
nuestro brío nos dio libertad
ni opresores, ni siervos alientan
donde reina unión e igualdad.
2절
Nueva Roma, la Patria ostentará
Dos caudillos de nombre y valer,
Que rivales, cual Rómulo y Remo,
dividieron gobierno y poder ...
Largos años, cual Febo entre nubes
Viose oculta la perla del Sud,
Hoy un héroe grandioso aparece
Realzando su gloria y virtud...
후렴
Paraguayos, ¡República o Muerte!
nuestro brío nos dio libertad
ni opresores, ni siervos alientan
donde reina unión e igualdad.
3절
Con aplauso la Europa y el Mundo
La saludan, y aclaman también
De heroísmo valuarte invencible
De riquezas magnífico Edén
Cuando entorno rugió la Discordia
Que otros Pueblos fatal devoró,
Paraguayos, el suelo sagrado
Con sus alas un ángel cubrió.
후렴
Paraguayos, ¡República o Muerte!
nuestro brío nos dio libertad
ni opresores, ni siervos alientan
donde reina unión e igualdad.
4절
Oh!, cuán pura, de lauro ceñida,
Dulce Patria te ostentas así
En tu enseña se ven los colores
Del zafiro, diamante y rubí.
En tu escudo que el sol ilumina,
Bajo el gorro se mira el león.
Doble imagen de fuertes y libres,
y de glorias, recuerdo y blasón.
후렴
Paraguayos, ¡República o Muerte!
nuestro brío nos dio libertad
ni opresores, ni siervos alientan
donde reina unión e igualdad.
5절
De la tumba del vil feudalismo
Se alza libre la Patria deidad;
Opresores, doblad rodilla !
Compatriotas el Himno entonad !
Suene el grito, República o Muerte !
Nuestros pechos lo exhalen con fe,
Y sus ecos repitan los montes
Cual gigantes poniéndose en pie.
후렴
Paraguayos, ¡República o Muerte!
nuestro brío nos dio libertad
ni opresores, ni siervos alientan
donde reina unión e igualdad.
6절
¡Libertad y Justicia defiende
Nuestra Patria; Tiranos, oíd!
De sus fueros la carta sagrada
Su heroísmo sustenta en la lid.
Contra el mundo, si el mundo se opone,
Si intentare su prenda insultar,
Batallando vengar la sabremos
O abrazo con ella expirar.
후렴
7절
Alza, oh Pueblo, tu espada esplendente
Que fulmina destellos de Dios,
No hay más medio que libre o esclavo
Y un abismo divide a los dos
En las auras el Himno resuene,
Repitiendo con eco triunfal:
¡A los Libres perínclita gloria!
¡A la Patria laurel inmortal!
후렴
Paraguayos, ¡República o Muerte!
nuestro brío nos dio libertad
ni opresores, ni siervos alientan
donde reina unión e igualdad.

## 과라니어가사
1절
Tetã nguéra Amerikayguápe
tetãma pytagua ojopy,
sapy'ánte, japáy ñapu'ãvo,
Ha'evéma!... ja'e ha opa.
Ñande ru orairõ pu'akápe,
verapy marã'ỹva oipyhy;
ha ojoka omondoho itasã,
poguypópe oiko ko tetã.
후렴
Joyke'y paraguái, iporãma,
anive máramo ñañesũ;
mbarete ha tĩndy ndaijavéiri
oĩhápe joja ha joayhu.

## 한국어해석
1절
아메리카의 민중은 불행하게도
독재자에 의해 3세기동안 억압받았도다.
하지만 파도처럼 전진하는 또 하나의 위대한 날,
"이제는 그만!", 그들은 말했고, 독재자를 물리쳤도다.
전투속에서의 위대한 우리의 아버지는,
군인다운 영광을 나타내셨도다.
그리고 독재자를 무찌르신 후,
개선의 모자를 올리셨도다.
후렴
파라과이인에게 공화국이 아니면 죽음을 달라!
우리의 영혼은 자유를 주었도다.
화합과 평등이 다스리는 곳에서는
압제자와 노예는 존재하지 않으리.
2절
새로운 로마여, 조국이 견딜 수 있다 해도
용기있는 두 지도자의 이름으로,
로물루스와 레무스 같은 그 경쟁자,
정부와 권력을 분할했다니 ...
구름이 많은 여자 포이보스는 ,
봤다, 남쪽의 진주를 어둡게 했도다.
오늘 웅대한 영웅이 나타나리,
그 영광과 미덕을 높이며 ...
후렴
파라과이인에게 공화국이 아니면 죽음을 달라!
우리의 영혼은 자유를 주었도다.
화합과 평등이 다스리는 곳에서는
압제자와 노예는 존재하지 않으리.
3절
유럽과 세계와 함께 박수를,
건강 아니면 갈채를 달라!
영웅주의의 보루 무적은,
장엄한 에덴의 부와
불화의 환경을 우르르 울렸도다.
사람들은 심각하게, 다른 사람을 먹어치우고,
신성한 땅, 파라과이여,
그들의 날개는 천사에 의해 보호를 받았도다.
후렴
파라과이인에게 공화국이 아니면 죽음을 달라!
우리의 영혼은 자유를 주었도다.
화합과 평등이 다스리는 곳에서는
압제자와 노예는 존재하지 않으리.
4절
오, 순수, 월계수와 차는,
오, 조국, 너 자신을 보여주었도다.
네 색깔로 진행되니,
사파이어, 다이아몬드와 루비를,
태양이 방패를 통해 빛나고,
모자에서 사자를 보면
너의 심상이 두 배로 강하고 자유로워졌도다!
그리고 영광, 기억 및 문장을.
후렴
파라과이인에게 공화국이 아니면 죽음을 달라!
우리의 영혼은 자유를 주었도다.
화합과 평등이 다스리는 곳에서는
압제자와 노예는 존재하지 않으리.
5절
야비한 봉건의 무덤에서,
국토 안보부는 자유롭게 신성을 띄웠도다!
압제자는, 당신의 무릎을 꿇게 하고,
동료의 찬송가를 불렀도다!
소리가 외치기를, "공화국이 아니면 죽음을 달라!"고,
믿음으로 우리의 유방을 내쉬고
산 속의 메아리가 계속되어,
거인처럼 커졌도다.
후렴
파라과이인에게 공화국이 아니면 죽음을 달라!
우리의 영혼은 자유를 주었도다.
화합과 평등이 다스리는 곳에서는
압제자와 노예는 존재하지 않으리.
6절
방어의 자유와 정의는
우리 조국의 폭군들이여, 잘 들어라.
"그곳 파라과이여, 전세기의 법률과
그의 영웅주의는 뚜껑을 기초로 하여금
세계와 맞서 세상을 반대하는 경우에는
그녀가 보안을 모욕하는 경우,
고의적으로 복수를 진압하고,
아니면 마지막 포옹을 하리라!"
후렴
파라과이인에게 공화국이 아니면 죽음을 달라!
우리의 영혼은 자유를 주었도다.
화합과 평등이 다스리는 곳에서는
압제자와 노예는 존재하지 않으리.
7절
일어나라, 그대의 사람이여, 네 멋진 검을
그 공격과, 하나님의 불꽃으로,
중간은 자유 아니면 노예 사이에 있도다.
그리고 차이와 둘을 나누어
새들과 찬송가를 울렸도다!
메아리는 의기 양양하게 되풀이하자!
자유는 유명한 영광을 위해서,
불멸의 월계수와 조국이 말이다!
후렴
파라과이인에게 공화국이 아니면 죽음을 달라!
우리의 영혼은 자유를 주었도다.
화합과 평등이 다스리는 곳에서는
압제자와 노예는 존재하지 않으리.